# Barbara Washburn
Barbara Washburn es una montañera estadounidense, esposa de Henry Bradford Washburn. Fue la primera mujer en escalar el Denali (antes monte McKinley).
Bárbar Washburn nació en el área de Boston, Estados Unidos. Se acercó al mundo del alpinismo no tanto por su gustos sino por los de su marido, Bradford Washburn famoso montañero y científico estadounidense para el que trabajó como secretaria en el Museo de la Ciencia de Boston en la Universidad de Harvard y con el que se casó años después.
Poco después de la boda, Barbara decidió acompañar a su marido en una expedición. A partir de entonces acostumbraba a acompañar a su marido en muchos de sus viajes. En la expedición de Denali alcanzó la cima, en 1947, sin saber que era la primera mujer en lograrlo.